# República Socialista Soviètica Autònoma Kirguís
República Socialista Soviètica Autònoma Kirguís (o dels Kirguís - en rus Киргизская Автономная Советская Социалистическая Республика, transcrit Kirgizskaia Avtonómnaia Sotsialistitxéskaia Sovétskaia Respúblika) és el nom que va portar una república autònoma dins de la República Federativa Socialista Soviètica Russa quan fou fundada el 26 d'agost de 1920 fins que fou rebatejada com a República Socialista Soviètica Autònoma Kazakh o dels Kazakhs el 15 de juny de 1925. Va esdevenir la República Socialista Soviètica del Kazakhstan ((també RSS Kazakh o RSS dels Kazakhs) el 5 de desembre de 1936. El mateix nom el va portar una república socialista soviètica autònoma dins de la RFSS Russa creada el 7 de març de 1927, formada amb el que anteriorment era la regió autònoma Kirguís (1925-1927) i més abans la regió autònoma Kara-Kirguís (1922-1925). El 5 de desembre de 1936 l'RSSA Kirguís esdevenia la república Socialista Soviètica Kirguís.